# 佐々町立口石小学校
佐々町立口石小学校（さざちょうりつ くちいししょうがっこう）は長崎県北松浦郡佐々町須崎（すさき）免にある公立小学校。

## 概要
歴史
1874年（明治7年）創立。2014年（平成26年）に創立140周年を迎えた。
校区
長崎県北松浦郡佐々町のうち、里、新町、木場、牟田原（八口免を除く）、口石、四ツ井樋、水道、浜迎、土手迎、真申（まさる）、芳ノ浦、東町、西町、沖田、佐々南、千本。
中学校区は佐々町立佐々中学校。
校訓
「やる気・本気・根気」

## 沿革
小浦小学校・口石小学校
- 1872年（明治5年）- 学制が公布される。
- 1874年（明治7年）3月 - 佐々村古丘庵跡に「第五大学区第四中学区[1] 小浦小学校[2]」が開校。
- 1875年（明治8年）4月 - 口石に移転し、「口石小学校」に改称。

佐々小学校時代
- 1876年（明治9年）4月 - 志方（しかた）小学校と統合され、「佐々小学校」となる。
- 佐々町立佐々小学校#沿革を参照。

高等小学校時代
- 1886年（明治19年）4月 -  小学校令の施行により、口石小学校跡地に「長崎県第十三高等小学校」が設置される。修業年限を4年とする。
  - 学区を柚木・大野・皆瀬・中里・山口（後の相浦地域）・俵ヶ浦・佐々・吉井・世知原・江迎・小佐々の11村としていた。各地の尋常小学校を修了した児童を対象としており、遠方の児童のために寄宿舎が設けられた。
- 1892年（明治25年）6月 - 長崎県第十三高等小学校が廃止され、佐々村とその周辺の村の計8村で学校組合を組織した上で「組合立口石高等小学校」を設置。
  - 校地・校舎は第十三高等小学校のものを継承。
- 1898年（明治31年）2月 - 組合立口石高等小学校が廃止される。直後に佐々尋常小学校に高等科が併設され、佐々尋常高等小学校となる。

口石小学校分離・独立
- 1902年（明治35年）6月1日 - 佐々尋常高等小学校から「口石尋常小学校」が分離・独立。旧・組合立口石高等小学校の校地・校舎を使用。
- 1907年（明治40年）4月1日 - 小学校令の改正により、尋常科の修業年限（=義務教育年限）が4年から6年に延長される。尋常科5・6年を新設。
- 1911年（明治44年）4月25日 - 植栽地が寄附される。
- 1913年（大正2年）- 佐々実業補習学校の口石分教場が併設される。
- 1916年（大正5年）8月31日 - 現・体育館の場所に西校舎が完成。
- 1918年（大正7年）- 併設の佐々実業補習学校口石分教場が「口石実業補習学校」となる。
- 1919年（大正8年）4月25日 - 高等科を併置し、「口石尋常高等小学校」（尋常科6年・高等科2年）に改称。
- 1926年（大正15年）5月3日 - 現・中庭中央に中校舎が完成。併設の口石実業補習学校が青年訓練認定となる。
- 1831年（昭和6年）- 高等科2年修了者を対象に補習科（修業年限1年）を設置。
- 1935年（昭和10年）- 青年学校令の施行により、併設の佐々実業補習学校が「口石青年学校」に改称。
  - 後に佐々青年学校と統合され、「佐々青年学校」として西海農学校跡地に独立校舎を設け、小学校との併設を解消する。
- 1936年（昭和11年）3月 - 補習科を廃止。
- 1941年（昭和16年）
  - 1月1日 - 町制施行により佐々町が発足。これにより佐々町立の小学校となる。
  - 4月1日 - 国民学校令の施行により、「佐々町佐々第二国民学校[3]」に改称。尋常科を初等科に改める（尋常科6年・高等科2年）。
- 1943年（昭和18年）9月1日 - 現・中央校舎の位置に東校舎が完成。
- 1946年（昭和21年）4月 - 校門が完成。
- 1947年（昭和22年）4月1日 - 学制改革（六・三制の実施）が行われる。
  - 佐々第二国民学校の初等科が改組され、「佐々町立口石小学校」（現校名）となる。修業年限を6年とする。
  - 佐々第二国民学校の高等科は第一国民学校の高等科および青年学校の普通科とともに改組され、新制中学校「佐々町立佐々中学校」（修業年限3年・義務教育）となる。
    - 国民学校初等科6年修了者を新制中学1年生、国民学校高等科1年または青年学校普通科1年修了者を新制中学2年生、国民学校高等科2年または青年学校普通科2年修了者を新制中学3年生として収容。
    - 中学校校舎が完成するまでの間、旧佐々第一国民学校（佐々小学校）出身者に関しては栗林の校舎で、旧佐々第二国民学校（口石小学校）出身者に関しては口石小学校校舎の一部を使用して授業を開始（分散授業を行う）。
- 1950年（昭和25年）4月17日 - 特殊学級「みどり学級」を開設。
- 1951年（昭和26年）10月 - 運動場を拡張。
- 1955年（昭和30年）10月 - 学校給食を開始。
- 1956年（昭和31年）
  - 4月 - 完全給食を開始。
  - 10月25日 - 中庭に築山が完成。
- 1957年（昭和32年）3月9日 - 植林を実施。
- 1958年（昭和33年）4月1日 - 給食室が完成。
- 1959年（昭和34年）10月 - プールが完成。
- 1963年（昭和38年）11月 - 正門前に簡易信号が設置される。
- 1964年（昭和39年）1月 - 遊具施設を設置。
- 1965年（昭和40年）- 放送施設を設置。
- 1970年（昭和45年）8月 - 体育館建設に伴い、西校舎を解体。
- 1971年（昭和46年）
  - 6月 - 正門前の交通信号が押しボタン式となる。
  - 8月 - 体育館が完成。
  - 10月24日 - 新校舎建設のため、南・東校舎一部を解体。
- 1972年（昭和47年）3月 - 鉄筋コンクリート造3階建ての南校舎（普通教室18・特別教室3）が完成。
- 1973年（昭和48年）
  - 2月 - 運動場を整備。
  - 3月10日 - 校舎が完成。
  - 10月 - 給食室が完成。
- 1974年（昭和49年）4月 - 創立100周年を迎える。佐々町立口石幼稚園を併設。
- 1975年（昭和50年）7月1日 - 運動場にスタンドを設置。
- 1976年（昭和51年）6月1日 - 創立100周年記念式典を挙行。

## 周辺
- 佐々町立口石学童保育園
- 正福寺

## アクセス
最寄りの鉄道駅
- MR松浦鉄道 西九州線 「小浦駅」・「佐々駅」

最寄りのバス停
- 西肥自動車（西肥バス）「佐々新町」バス停

最寄りの国道
- 国道204号
- 西九州自動車道「佐々IC」

## 参考資料
- 「佐々町郷土史」（1981年（昭和56年）10月15日発行, 佐々町）p.354
- 「佐々町郷土誌」（2004年（平成16年）7月発行, 佐々町教育委員会）